# 須田健太
須田 健太（すだ けんた、1989年7月22日 - ）は、大阪府大阪市出身の元プロ野球選手（投手）。右投右打。

## 経歴
2006年11月に平安高等学校を中退。
2007年1月にクラブチームのNOMOベースボールクラブに入団。球速153km/hを計測する。8月には18歳以下の社会人で構成された「BFA AAAアジア野球選手権大会」の日本代表に選出される。9月に開催された全日本クラブ野球選手権大会に出場し、1回戦で郡山クラブ戦に先発として登板。
潜在能力に注目していたMLBのシアトル・マリナーズの勧誘を受け、2007年11月にマイナー契約を結んだ。
2008年は、A-級エバレット・アクアソックスで2試合（全て先発）に登板し、0勝2敗、防御率16.62、ルーキー級AZLマリナーズで12試合（うち先発7試合）に登板し、2勝2敗、防御率3.15という成績だった。
2009年は、ルーキー級プラスキ・マリナーズで11試合（うち先発5試合）に登板し、3勝2敗、防御率4.76、ルーキー級AZLマリナーズで3試合（先発0）に登板し、0勝0敗、防御率8.10という成績だった。
2010年3月31日にマリナーズを自由契約となった。